# Francesco Huppazoli
Francis Secardi Hougo dit Francesco Huppazoli ou Luppazoli, né à Casal (Piémont) le 18 mars 1587 et mort à Rome le 27 janvier 1702, est un centenaire italien.

## Biographie
D'après ses propos, il doit sa longévité à sa santé parfaite due à la régularité de son régime. Consul de Venise à Smyrne à 82 ans, il se marie pour la cinquième fois à 98 ans et eut de cette dernière épouse, quatre nouveaux enfants.
Il laisse un Journal en 22 volumes.